# 托尔博莱卡萨利亚
托尔博莱卡萨利亚（義大利語：Torbole Casaglia），是意大利布雷西亚省的一个市镇。总面积13平方公里，人口6265人，人口密度481.9人/平方公里（2009年）。国家统计（ISTAT）代码为017186。